# Manoir de Néville
Le manoir de Néville était une demeure seigneuriale qui se dressait sur l'ancienne commune de Néville-sur-Mer au sein de la commune nouvelle de Vicq-sur-Mer dans le département de la Manche, en région Normandie. Il fut le centre de la seigneurie de Néville, possession au XIIe siècle de la famille de Beaumont.

## Localisation
Le manoir était situé dans l'ancienne commune de Néville-sur-Mer, commune intégrée à la commune nouvelle de Vicq-sur-Mer, dans le département français de la Manche.

## Historique
La seigneurie de Néville était au XIIe siècle la possession de la famille de Beaumont, l'une des plus anciennes et des plus considérables du Val de Saire, qui avait leur fief principal dans la paroisse. Le fief des Beaumont s'étendait sur les communes de Clitourps, Varouville, Réthoville, Cosqueville et Beaumont-Hague.
Son membre le plus éminent fut Guillaume de Beaumont dit Le Noir qui, en 1163, fonda le prieuré de Néville. En 1217, l'un de ses neveux, Philippe de Beaumont, autorisera l'abbé de Montebourg à faire desservir la chapelle prieurale Sainte-Marie-Magdeleine par des prêtres séculiers.
Son fils, Thomas de Beaumont donnera quatre acres aux moines dans le village. En 1248, il prend part à la septième croisade avec saint Louis. En 1283, le chevalier Richard de Beaumont donne sa fille, Jeanne de Néville, en mariage à Raoul d'Argouges. Catherine d'Argouges (1434-1473), l'une de leurs descendantes épouse le seigneur de Saint-Pierre-Église, Thomas de Clamorgan. Thierry de Clamorgan, leur fils, donne sa fille en mariage à Jean de Héroult, sieur de la Rivière. Ses biens seront saisis ; le fief de « Beaumont-en-Néville » échoit à Jean de Pirou, seigneur de Fermanville. Charles Jallot, seigneur de Gonneville, fils de Charlotte de Pirou, hérite du fief de Néville pour lequel il rend aveu le 7 avril 1652. Pierre Jallot, l'un de ses fils, né a Gonneville le 31 juillet 1635 et tué en 1658 au siège de Gravelines, était qualifié de sieur de Néville.
La famille des Jallot de Beaumont conservera le fief de Néville jusqu'à la Révolution.